# Staatliche Medizinische Universität Saratow
Die Staatliche Medizinische Universität Saratow (russisch Саратовский государственный медицинский университет им. В. И. Разумовского; Saratov State Medical University named after V. I. Razumovsky; Razumovsky University) ist eine staatliche Universität in Saratow, Russland.

## Geschichte

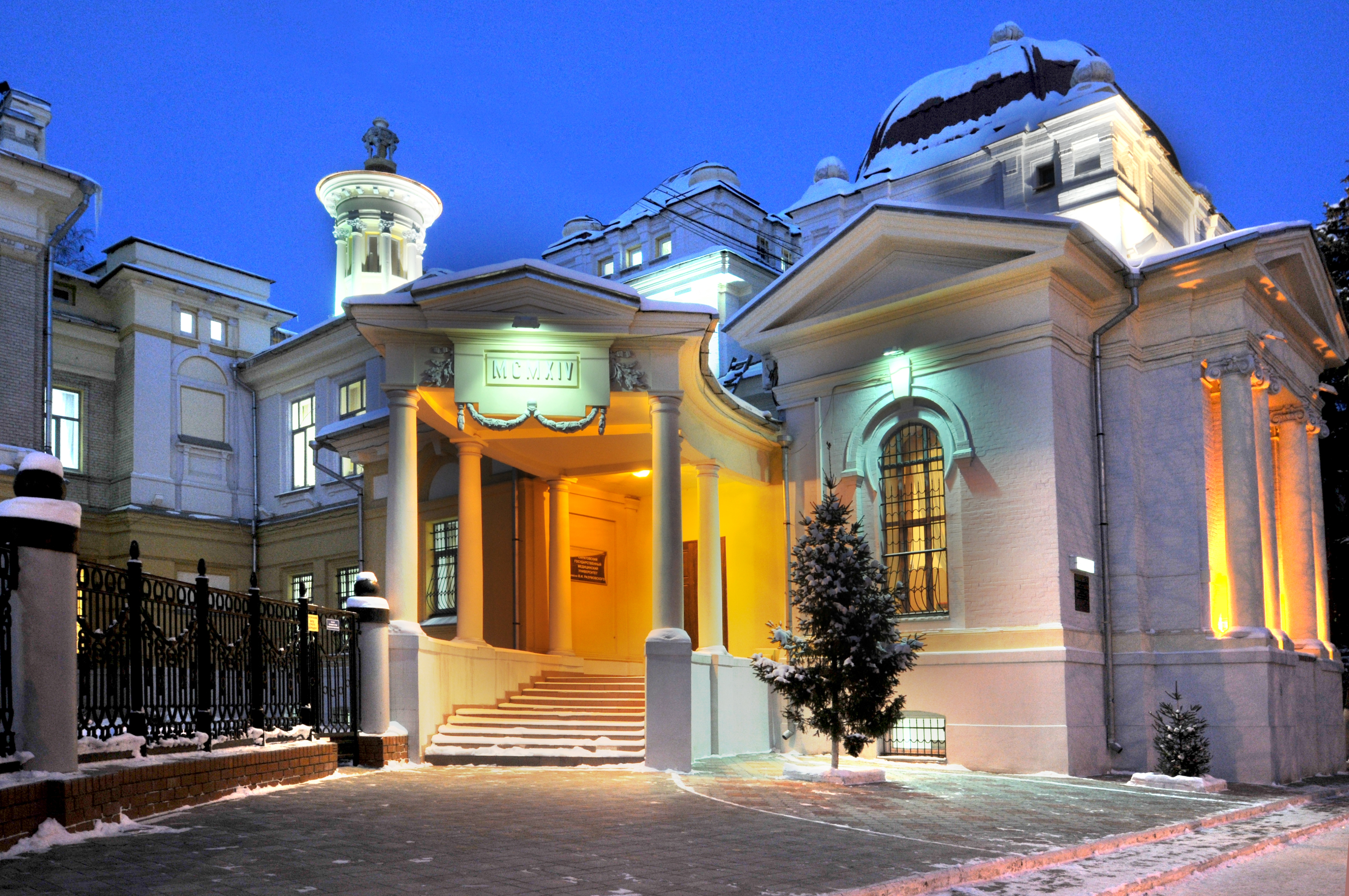
Universitätsbeleuchtung bei Nacht

Die Universität wurde 1909 als Kaiserliche Universität Saratow auf Geheiß des russischen Zars Nikolaus II. gegründet.
Am 10. Juni 1909 unterzeichnete der Zar das Gründungsdekret der Universität Saratow, die als zehnte Universität in Russland gegründet wurde und anfangs nur den Studiengang Medizin anbot. Den Posten des ersten Rektors hatte Wassili Iwanowitsch Rasumowski inne. Dieser war ein herausragender Wissenschaftler, der als Begründer der Neurochirurgie als eigenständige Disziplin im russischen Zarenreich gilt.
Die Bauleitung sowohl der universitären Hauptgebäude als auch der Universitätsklinik übernahm der russische Architekt Karl Hermann Ludwig Müffke.
1930, zwischenzeitlich bestehend aus vielen Studiengängen, wurde der medizinische Studiengang der Staatlichen Universität Saratow ausgegliedert und in eine eigenständige medizinische Hochschulausbildungsstätte, das sogenannte medizinische Institut, umgewandelt.
1993 wurde die Einrichtung in den Status der medizinischen Universität hochgestuft.
2009 wurde die Universität zu Ehren des ersten Rektors, Wassili Iwanowitsch Rasumowski, auf dessen Namen getauft. Zahlreiche außergewöhnliche Wissenschaftler, darunter Oleksandr Bohomolez, lehrten an der Universität.
2019 wurde die Universität von der Zeitschrift Forbes zu einer der 50 besten Universitäten in Russland gekürt.

## Fakultäten und Institute
Die Universität ist in acht Fakultäten und einen Fachbereich gegliedert. Diese sind im Einzelnen:
- Fakultät für Allgemeinmedizin
- Fakultät für Pädiatrie
- Fakultät für Zahnmedizin
- Fakultät für ärztliche Betreuung und Vorsorge
- Fakultät für Pharmazie
- Fakultät für klinische Psychologie
- Institut für Pflege
- Fakultät für Sprecherziehung und professionelle Spezialistenweiterbildung
- Fachbereich für Russisch als Fremdsprache[7]

Das internationale Dezernat der Universität koordiniert die zahlreichen Projekte mit Kooperationspartnern in vielen medizinischen Universitäten und Ausbildungsstätten der Hochschulbildung auf der ganzen Welt.
An die Universität angeschlossen sind ferner das Forschungsinstitut für Uro-Nephrologie, das zentrale Forschungslabor, das wissenschaftliche Bildungszentrum für fundamentale Medizin und Nanotechnologie, der medizinische Technopark, der Universitätsverlag, die wissenschaftliche Bibliothek, das Museum für die Geschichte der Universität und viele weitere Abteilungen der Universität. Jedes Jahr schließen etwa 7000 Studenten ihre Ausbildung an der Universität ab.

## Verwaltung
Die Universitätsleitung obliegt dem Rektor. Die Tagesgeschäfte werden vom Prorektor überwacht, einer akademischen Vollzeitstelle. Dieser ist für die verschiedenen Resorts zuständig, die jeweils von Dekanen geleitet werden, die direkt dem Prorektor unterstehen.

## Studentisches Leben
Die Staatliche Medizinische Universität Saratow bietet den Studenten vielfältige Möglichkeiten, am öffentlichen Leben der Universität teilzunehmen und dieses mitzugestalten: die Studentenverwaltung, die Studentengewerkschaft, die studentische Forschungsgesellschaft und den Studentenverein.
Die Studentengewerkschaft sorgt für die Einhaltung und Schutz der sozialen und Arbeitsrechte der Studenten. Zusätzlich organisiert sie Sport- und Freizeitevents, Befragungen der Studentenschaft, Kultur und Unterhaltungsveranstaltungen und gemeinnützige Arbeitsprojekte (z. B. Arbeit mit Kindern in Pflegeeinrichtungen, wie Waisenhäusern, Kindertagesstätten, Schulen usw.)
Die studentische Forschungsgesellschaft organisiert Konferenzen und Wettbewerbe für Schüler und Studenten, Ärzte und Forscher und ist mitverantwortlich für die Organisation der jährlichen russischen Landeswissenschaftswoche, in deren Rahmen eine Woche im Jahr ganz der Wirtschaft mit Vorträgen, Seminaren, Workshops, Podiumsdiskussionen usw. gewidmet wird.
Der Studentenverein besteht aus mehr als 10 Untervereinen, darunter dem Studentenorchester, das seine Darbietung bei wichtigen Universitätsveranstaltungen gibt. Der Stand-up-Comedy-Verein der Universität hat zahlreiche Preise bei Wettbewerben der regionalen Stand-up-Comedy-Liga gewonnen. Der Volkstanzverein tritt bei zahlreichen russischen Theaterwettbewerben und Universitätsveranstaltungen und im akademischen Kiselev-Jugendtheater der Stadt Saratow auf.
Die Athleten der Universität nehmen an verschiedenen nationalen und internationalen Sportwettkämpfen teil. Die Universität ist stets bemüht, den Athleten die besten Sporteinrichtungen anzubieten: ein zuletzt komplett erneuerter Skiresort, ein Schwimmbad und universitäre Sportsäle. Ferner wird jährlich ein Sommercamp für Studenten und Dozenten angeboten.
Überdies betreuen Studenten der Universität als Freiwillige die zahlreichen Austauschstudenten, die in Saratow ihre Famulaturen, Praktika oder Auslandsaufenthalte absolvieren und Russland nicht nur von akademischer, sondern auch von kultureller Seite kennenlernen wollen.